# 1862 في الولايات المتحدة
فيما يلي قوائم الأحداث التي وقعت خلال عام 1862 في الولايات المتحدة.

## أحداث
- 31 ديسمبر – معركة نهر ستونز
- 6 أبريل – معركة شيلوه
- 17 سبتمبر – معركة أنتيتام

## سياسة

### تعيين في المنصب
- 1 يناير – لوسيوس روبنسون New York State Comptroller [الإنجليزية]‏.
- 4 يناير – ديفيد تود حاكم ولاية أوهايو  [لغات أخرى]‏.
- 20 يناير – إدوين ستانتون وزير حرب الولايات المتحدة.
- 12 مارس – أندرو جونسون حاكم تينيسي [الإنجليزية]‏.

### انتهاء فترة المنصب
- 6 يناير – الكسندر راندال حاكم ولاية ويسكونسن [الإنجليزية]‏.
- 10 يناير – جون غتلي داوني حاكم كاليفورنيا.
- 13 يناير – وليام دينيسون حاكم ولاية أوهايو  [لغات أخرى]‏.
- 14 يناير – سايمون كاميرون وزير حرب الولايات المتحدة.
- 2 أبريل – جون أ لوجان عضو مجلس النواب الأمريكي.

## مواليد

### يناير
- 11 يناير – جوزيف نيلسون روز عالم نبات أمريكي.
- 12 يناير – لويس هرمان بامل عالم نبات من الولايات المتحدة الأمريكية.
- 21 يناير – روبرت المر هاربر عالم نبات أمريكي.
- 23 يناير – فرانك شومان
- 24 يناير – إديث وارتون

### فبراير
- 3 فبراير – جيمس كلارك ماك رينولدز
- 3 فبراير – وليام جاكسون همفريز فيزيائي أمريكي.
- 18 فبراير – تشارلز مايكل شواب مهندس من الولايات المتحدة الأمريكية.

### أبريل
- 2 أبريل – نيكولاس موراي باتلر سياسي أمريكي.
- 7 أبريل – وليام هاسلدن اليرب سياسي أمريكي.
- 11 أبريل – تشارلز إيفانز هيوز قاضي أمريكي.
- 11 أبريل – وليام والاس كامبل عالم فلك أمريكي.
- 29 أبريل – جوزيف أليكسندر ألتشيلر

### مايو
- 18 مايو – جوزيف دانييل دبلوماسي أمريكي.
- 27 مايو – جون كيندريك بانجس
- 28 مايو – هنري سلوكم لاعب كرة مضرب من الولايات المتحدة.

### يوليو
- 14 يوليو – فلورنسا باسكوم
- 16 يوليو – إيدا ويلز

### أغسطس
- 10 أغسطس – وليام هاسي عالم فلك أمريكي.

### سبتمبر
- 11 سبتمبر – أوليفر هنري
- 11 سبتمبر – هولي هارفي كريبن معالج مثلية من الولايات المتحدة الأمريكية.

### أكتوبر
- 2 أكتوبر – جوستوس دي بارنز ممثل أمريكي.

### نوفمبر
- 10 نوفمبر – شيستر هاردي الدريتش سياسي أمريكي.
- 14 نوفمبر – جورج واشنطن فاندربيلت الثاني جامع تحف من الولايات المتحدة الأمريكية.

### ديسمبر
- 22 ديسمبر – كوني ماك لاعب كرة قاعدة من الولايات المتحدة الأمريكية.
- 31 ديسمبر – ألبري ايدسون سليبر سياسي أميركي.

## وفيات

### يناير
- 1 يناير – جيم تشرشل (مواليد 1786) سياسي أمريكي.
- 10 يناير – صمويل كولت (مواليد 1814)
- 18 يناير – جون تايلر (مواليد 1790) رئيس الولايات المتحدة الأمريكية الأسبق.

### أبريل
- 6 أبريل – ألبرت سيدني جونستون (مواليد 1803) ضابط من الولايات المتحدة الأمريكية.

### مايو
- 6 مايو – هنري ديفد ثورو (مواليد 1817)

### يوليو
- 24 يوليو – مارتن فان بيورين (مواليد 1782) سياسي أمريكي.

### سبتمبر
- 4 سبتمبر – صادوق كيسي (مواليد 1796) سياسي أمريكي.
- 8 سبتمبر – اجناسيو ساراجوزا (مواليد 1829) سياسي أمريكي.
- 14 سبتمبر – ريتشارد كايث كال (مواليد 1792) سياسي من الولايات المتحدة الأمريكية.

### أكتوبر
- 26 أكتوبر – إليشا ميلز هنتنغتون (مواليد 1806) سياسي أمريكي.
- 30 أكتوبر – أورمسبي إم ميتشل (مواليد 1810)

### نوفمبر
- 11 نوفمبر – جيمس ماديسون بورتر (مواليد 1793) سياسي أمريكي.
- 16 نوفمبر – وليام بالارد بريستون (مواليد 1805) سياسي أمريكي.

### ديسمبر
- 7 ديسمبر – سيلفستر تشورتشل (مواليد 1783) صحفي من الولايات المتحدة الأمريكية.
- 10 ديسمبر – فليمون ديكرسون (مواليد 1788) سياسي أمريكي.
- 16 ديسمبر – وليام هوكينز بولك (مواليد 1815) سياسي أمريكي.